# Izzat Ibrahim ad-Douri

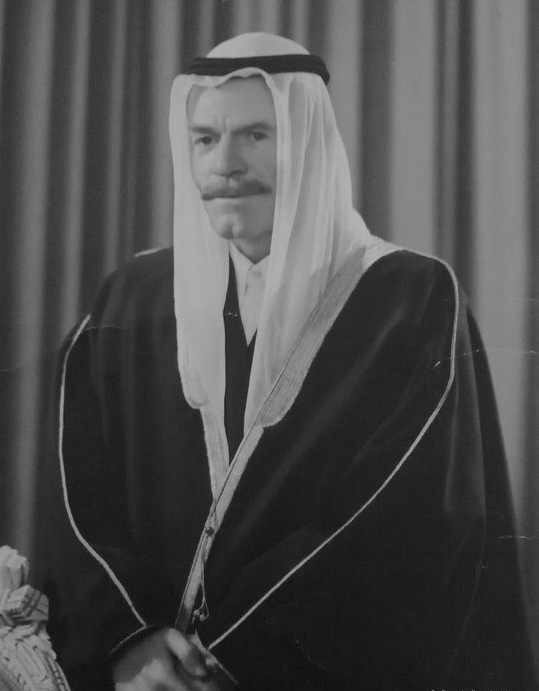
Izzat Ibrahim ad-Douri

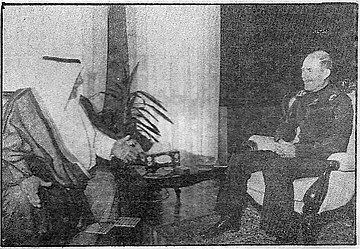
Izzat Ibrahim ad-Douri (rechts)

Izzat Ibrahim ad-Douri (Arabisch: عزة إبراهيم الدوري) (Ad-Dawr, 1 juli 1942 - 26 oktober 2020) was in de periode 1968-2003 een van de hoogste (leger) leiders van het Ba'ath-regime in Irak naast Saddam Hoessein. Na de Amerikaanse invasie werd hij de voorzitter van de Ba'ath-partij en een der verzetsleiders tegen de Amerikanen en de nieuwe Iraakse regering.
Ibrahim kwam net als Saddam uit Tikrit, waar zijn vader ijsverkoper was. Hij heeft zijn lot sinds de zestiger jaren aan dat van Saddam Hoessein verbonden. Hij is samen met vicepresident Taha Yasin Ramadan en Saddam Hoessein zelf de enige die is overgebleven van de groep samenzweerders die bij de coup in 1968 de Ba'ath-partij aan de macht bracht.
Hij werd in 1979 vicevoorzitter van de Revolutionaire Raad en later ook plaatsvervangend bevelhebber van het Iraakse leger. Zijn dochter was korte tijd getrouwd met Oedai Hoessein, de oudste zoon van Saddam. Hij was de grondlegger van de plannen van het offensief op Koeweit. 
Ibrahim dreigde met een chemische aanval tijdens een opstand van de Koerden tijdens de Eerste Golfoorlog. De opstand werd gezien als hoogverraad en poging om samen met Iran Iraakse soeveraniteit aan te tasten. "Als jullie Halabja zijn vergeten, wil ik jullie eraan herinneren dat we bereid zijn deze operatie te herhalen", zo refereerde hij aan de chemische aanval in 1988. In 1998 ontsnapte hij in de stad Karbala aan een poging tot moord. 
Ibrahim vertegenwoordigde het regime regelmatig in het buitenland. Toen hij in 1999 voor een medische behandeling in Wenen was, kon hij als verdachte van misdaden tegen de menselijkheid maar net ontkomen aan arrestatie. Op de lijst van meest gezochte personen na de Amerikaanse invasie, het zogenaamde spel kaarten, nam hij de zesde plaats in. In september 2004 dachten de Amerikanen hem gearresteerd te hebben in Tikrit, maar het bleek te gaan om een familielid van hem. Tijdens de arrestatie werd de aanhang van de man, zo'n 70 man, doodgeschoten na hevig verzet.
In de periode na de Amerikaanse inval heeft Ad-Douri zich met de restanten van het oude Iraakse leger tot zijn dood ingezet voor de bevrijding van Irak tegen het ''Amerikaans Imperialisme'' en de huidige Iraakse regering. Voor een lange periode stond Ad-Douri op de most wanted-lijst van de Verenigde staten met een premie van 10 miljoen dollar. Deze premie is nooit komen te vervallen. 
Ibrahim werd volgens eerdere berichten op 17 april 2015 gedood door het Iraakse leger, in de buurt van Tikrit. Maar op 6 april 2016 verscheen hij weer in de openbaarheid, toen hij in een videoboodschap opriep tot verzet tegen de sjiitische overheersing en invloed van Iran in Irak. In oktober 2020 werd opnieuw bericht dat hij was omgekomen.